# Promotiedivisie
Promotiedivisie is het op één-na hoogste niveau van het basketbal in Nederland en is de hoogste amateurcompetitie. Aan het eind van het seizoen spelen vier teams in de Final Four, om zo uit te maken wie zich amateurkampioen van Nederland mag noemen. De winnaar krijgt ook de mogelijkheid om te promoveren naar de BNXT League. Dit gebeurt echter zelden.
Het eerste seizoen werd gehouden in 1982/1983.

## Huidige teams (2024/25)
| Groep 1              | Groep 1                | Groep 2                    | Groep 2                     |
| Club                 | Plaats                 | Club                       | Plaats                      |
| -------------------- | ---------------------- | -------------------------- | --------------------------- |
| BC Apollo            | Amsterdam              | BV Amsterdam               | Amsterdam                   |
| CobraNova            | Leidschendam-Voorburg  | Eagles                     | Arnhem                      |
| Donar 2              | Groningen              | Attacus                    | Veghel                      |
| GSBV De Groene Uilen | Groningen              | BA Limburg 2               | Weert                       |
| Landstede Hammers 2  | Zwolle                 | Biks Shots                 | Hilvarenbeek                |
| Lokomotief           | Rijswijk               | Hot Pepper Heat            | Zwanenburg (Haarlemmermeer) |
| MBCA                 | Amstelveen             | ZZ Leiden 2                | Leiden                      |
| BV Noordkop          | Den Helder             | Orange Lions Academy       | Amsterdam                   |
| River Trotters       | Hardinxveld-Giessendam | Utrecht Basketball Academy | Utrecht                     |
| Uitsmijters          | Almelo                 |                            |                             |

## Kampioenen
| Seizoen   | Winnaar                                                    | Runners-up                                                 |
| --------- | ---------------------------------------------------------- | ---------------------------------------------------------- |
| 1982/83   | Orca's                                                     | Virtus Werkendam                                           |
| 1983/84   | BC Markt Utrecht                                           | BV Amsterdam                                               |
| 1984/85   | BC Markt Utrecht                                           | Interbril Greyhounds                                       |
| 1985/86   | ICL Zaandam                                                | DAS Delft                                                  |
| 1986/87   | Akrides                                                    | Red Giants                                                 |
| 1987/88   | Gunco Rotterdam                                            | BV Voorburg                                                |
| 1988/89   | BV Voorburg                                                | BC Eindhoven                                               |
| 1989/90   | Akrides                                                    | GOBA Gorinchem                                             |
| 1990/91   | Basketiers'71                                              | Gunco Rotterdam                                            |
| 1991/92   | BV Dakplan                                                 | Festo BVV                                                  |
| 1992/93   | Akrides                                                    | GOBA Gorinchem                                             |
| 1993/94   | Festo BVV                                                  | PSV/Almonte Basketbal                                      |
| 1994/95   | BV Voorburg                                                | De Dunckers                                                |
| 1995/96   | RZG Drenthe                                                | Image Center Hank                                          |
| 1996/97   | Prisma College                                             | DAS Delft                                                  |
| 1997/98   | Orca's                                                     | Libertel Doplhins 2                                        |
| 1998/99   | Akrides                                                    | Ricoh Astronauts 2                                         |
| 1999/2000 | Akrides                                                    | De Groene Uilen                                            |
| 2000/01   | Early Bird                                                 | Akrides                                                    |
| 2001/02   | Early Bird                                                 | ASVU                                                       |
| 2002/03   | Early Bird                                                 | EiffeTtowers Den Bosch 2                                   |
| 2003/04   | BV Aris                                                    | Early Bird                                                 |
| 2004/05   | MSV Noordwijk                                              | Omniworld 2                                                |
| 2005/06   | Demon Astronauts 2                                         | MSV Noordwijk                                              |
| 2006/07   | Landstede Basketbal 2                                      | ASVU                                                       |
| 2007/08   | MSV Noordwijk                                              | MyGuide Amsterdam 2                                        |
| 2008/09   | GOBA Gorinchem                                             | MSV Noordwijk                                              |
| 2009/10   | ABC Amsterdam 2                                            | Binnenland                                                 |
| 2010/11   | Binnenland                                                 | De Hoppers                                                 |
| 2011/12   | BC Apollo                                                  | CBV Binnenland                                             |
| 2012/13   | Orca's                                                     | CBV Binnenland                                             |
| 2013/14   | De Groene Uilen                                            | CBV Binnenland                                             |
| 2014/15   | De Groene Uilen                                            | Red Giants                                                 |
| 2015/16   | Red Giants                                                 | CBV Binnenland                                             |
| 2016/17   | Landslake Lions                                            | Grasshoppers                                               |
| 2017/18   | Lokomotief                                                 | Grasshoppers                                               |
| 2018/19   | Lokomotief                                                 | Grasshoppers                                               |
| 2019/20   | Seizoenen niet afgemaakt door de Coronacrisis in Nederland | Seizoenen niet afgemaakt door de Coronacrisis in Nederland |
| 2020/21   | Seizoenen niet afgemaakt door de Coronacrisis in Nederland | Seizoenen niet afgemaakt door de Coronacrisis in Nederland |
| 2021/22   | Lokomotief                                                 | Attacus                                                    |
| 2022/23   | Lokomotief                                                 | UBALL                                                      |
| 2023/24   | Den Helder Suns 2                                          | Hot Pepper Heat                                            |

### Titels per club
| Titels | Club            | Winnende jaren               |
| ------ | --------------- | ---------------------------- |
| 5      | Akrides         | 1987, 1990, 1993, 1999, 2000 |
| 4      | Lokomotief      | 2018, 2019, 2022, 2023       |
| 3      | Early Bird      | 2001, 2002, 2003             |
| 3      | Orca's          | 1983, 1998, 2013             |
| 2      | MSV Noordwijk   | 2005, 2008                   |
| 2      | ABC Amsterdam 2 | 2006, 2010                   |
| 2      | De Groene Uilen | 2014, 2015                   |